# Carl Foreman
Carl Foreman, född 23 juli 1914 i Chicago, Illinois, död 26 juni 1984 i Beverly Hills, Kalifornien, var en amerikansk manusförfattare och filmproducent. Han är främst känd för sitt manusarbete till filmerna Sheriffen och Bron över floden Kwai.
Under 1950-talet var han en av många filmarbetare som blev svartlistad i Hollywood efter att i förhör med House Un-American Activities Committee ansetts icke samarbetsvillig rörande frågor om kommunistsympatisörer i filmbranschen. Foreman medgav att han som ung man varit medlem i USA:s kommunistiska parti, men vägrade hårdnackat informera om andras förehavanden i partiet. Under sin svartlistning arbetade han i Storbritannien.
Filmen Bron över floden Kwai där Foreman var en av manusförfattarna tilldelades 1958 en Oscar för bästa manus, men på grund av svartlistningen fick han inte motta priset. Först 1984 fick han och kollegan Michael Wilson officiellt upprättelse av Amerikanska filmakademien då priset tillskrevs dem. Wilson hade då avlidit medan Foreman mottog beskedet dagen innan han dog.

## Filmmanus, urval
- 1949 – Champion
- 1950 – Ung man med trumpet
- 1950 – Männen
- 1952 – Sheriffen
- 1957 – Bron över floden Kwai
- 1957 – En handfull snö
- 1958 – Nyckeln
- 1961 – Kanonerna på Navarone
- 1963 – Segrarna
- 1969 – Mackennas guld